# Iskra Bugojno
Nogometni Klub Iskra Bugojno – bośniacki klub piłkarski z siedzibą w Bugojnie. Został założony w 1946 roku.

## Sukcesy
- Puchar Mitropa (1985)

## Reprezentanci kraju grający w klubie
w nawiasie lata gry w klubie
- Vlatko Marković (1961-1962)
- Ranko Stojić (1976-1979)
- Edin Sprečo (1979-1981)
- Dražen Ladić (1984-1986)
- Vlatko Glavaš (1984-1990)
- Tomislav Piplica (1988-1989)
- Edim Ramcić (1989-1992)
- Edin Smajić (1999-2000)
- Ismir Pintol (2000-2001)
- Sulejman Smajić (2003-2004)
- Ermin Zeć (2006-2007)